# Richard Jefferson
Richard Allan Jefferson (Los Angeles, Califòrnia, 21 de juny de 1980), és un jugador de bàsquet retirat estatunidenc.

## Carrera esportiva
Jefferson va jugar en la Universitat d'Arizona fins a 2001, any en el qual va ser triat en el Draft de l'NBA pels Houston Rockets en la 13a posició. Immediatament després de ser triat, els Rockets el van traspassar als Nets amb Jason Collins i Brandon Armstrong per Eddie Griffin. Aquest tracte afavoriria àmpliament a New Jersey. En les dues primeres temporades en l'NBA, RJ va disputar les finals de la lliga, ambdues perdudes, davant Los Angeles Lakers i San Antonio Spurs respectivament. Va formar part de la selecció de bàsquet dels Estats Units que va obtenir la medalla de bronze als Jocs Olímpics d'Atenes 2004.
El 19 de juny de 2016 es va proclamar campió de l'NBA amb els Cleveland Cavaliers, i el 2018 es va retirar de la competició als Denver Nuggets, pels que va fitzar el 2017. Després de la seva retirada treballa de comentarista esportiu.